# Gemuendina
Gemuendina is een monotypisch geslacht van uitgestorven vissen uit de klasse der Placodermi. De enige soort die in het geslacht wordt geplaatst, Gemuendina stuertzi, leefde in het Vroeg-Devoon.

## Kenmerken
Gemuendina was niet voorzien van het zware pantser, dat zijn latere verwanten wel zouden bezitten. In plaats daarvan was het lichaam bedekt met een mozaïek van kleine beenplaten die waren bezet met scherpe tandjes. Boven en onder de kop bevonden zich een aantal grotere platen. De kaken waren bezet met stervormige knobbeltjes, die dezelfde werking hadden als tanden. De vinnen waren ongewapend. Deze niet-verbonden beenplaten werden meestal verspreid na de dood van de pantservis. Daarom zijn tot nu toe slechts enkele volledige exemplaren gevonden. De zeldzaamheid van dergelijke vondsten zegt niets over het voorkomen van Gemuendina.
Vanwege de goed bewaarde fossielen is er veel bekend over Gemuendina. Het bereikte een lengte van maximaal dertig centimeter, de meeste gevonden exemplaren zijn iets kleiner. De borstvinnen waren breed en vleugelvormig en zijn 260 miljoen jaar later weer terug te vinden bij de roggen, die overigens niet verwant zijn aan deze vissen en die sinds het Jura de zeebodem bevolkten. Het afgeplatte lichaam en de bovenliggende ogen en neusgaten zijn aanpassingen aan het leven op de bodem van een ondiepe zee, in dit geval de Rheno-Hercynian Oceaan. De overeenkomsten tussen Gemuendina en de huidige roggen, die zich ongeveer 290 miljoen jaar later uit het Jura ontwikkelden, hebben niets te maken met een nauwere verwantschap tussen deze twee groepen zeeorganismen. Ze zijn een uitdrukking van een convergente, analoge ontwikkeling door de manier van leven in een vergelijkbare habitat.

## Leefwijze
Om zijn prooien, zoals zee-egels en kreeftachtigen, van de zeebodem te kunnen oppakken, konden zijn kaken buiten de bek worden uitgestoken, waarna deze prooien vervolgens met de tandachtige knobbels konden worden verwerkt. Ook nietsvermoedende langszwemmende prooien werden naar binnen getrokken.

## Vondsten
Vondsten zijn voornamelijk bekend uit Duitsland. De vondsten van Gemuendina komen uit de leisteen van het Onder-Devoon van de Hunsrück. De Hunsrück-leisteen staat bekend om de fossielen uit de Devoonzee, die zich destijds over Midden-Europa uitstrekten. De belangrijkste vondsten zijn afkomstig van Bundenbach en Gemünden, de plaats waarnaar Gemuendina is vernoemd. Fossiele vondsten van Gemuendina zijn te zien in het Schlosspark Museum in Bad Kreuznach in Rijnland-Palts. Het kunstepithet van het type Gemuendina stuertzi eert de geoloog en paleontoloog Bernhard Stürtz (1845–1928). De soort werd in 1903 beschreven door de Schotse paleontoloog Ramsay Heatley Traquair.

## Classificatie
Gemuendina behoorde tot de groep van de Rhenanida, waarvan slechts vier geslachten bekend zijn. Naast Gemuendina stuertzi zijn soorten van deze geslachten Asterosteus stenocephalus, Jagorina pandora en Bolivosteus chacomensis. De Rhenanida zijn de zustergroep van de Antiarchi aan de basis van de Placodermi. Gemuendina is een van de oudste vormen in deze groep.